# Deverra denudata
Deverra denudata är en växtart i släktet Deverra och familjen flockblommiga växter.
Arten är en mindre buske som förekommer i nordvästra Afrika, från Mauretanien i sydväst till Libyen i nordost. Den beskrevs först av Domenico Viviani som Pituranthos denudatus, och fick sitt nu gällande namn av Rutgart Pfisterer och Dieter Podlech 1986.